# Endoplasma

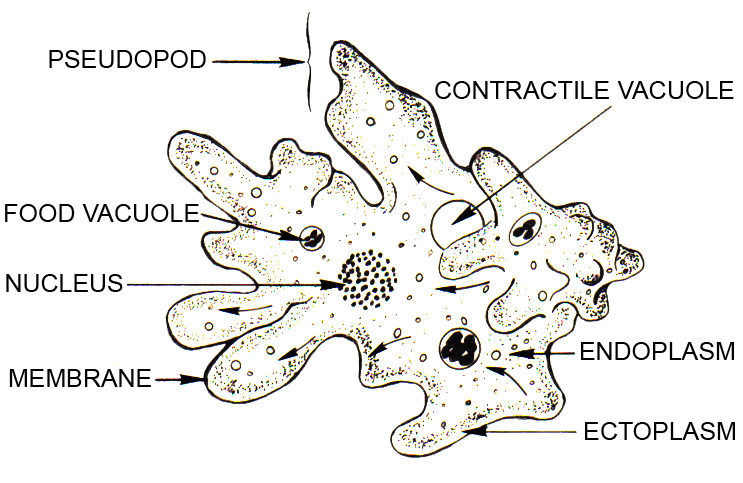
Schema di ameba, indicante l'organizzazione dell'endoplasma

L'endoplasma rappresenta la parte più interna del citoplasma di alcune cellule e si differenzia dall'ectoplasma - la parte più esterna - per una consistenza decisamente più fluida.
Questa differenza di densità è presente nelle cellule capaci di fagocitosi (ad esempio i macrofagi) e generalmente in tutti gli organismi unicellulari nei quali è necessario che la parte più esterna del citoplasma abbia una maggior consistenza meccanica al fine di garantire una migliore resistenza all'organismo stesso. Un esempio può essere dato dai protozoi. L'endoplasma, così come l'ectoplasma, è coinvolto nei movimenti ameboidi per la formazione dello pseudopodo, in quanto può facilmente diventare più denso per modifiche della sua composizione chimica e prendere il posto del più esterno ectoplasma: può, insomma, crearsi una corrente di scambio tra l'uno e l'altro che (insieme all'opera di fibre contrattili citoplasmatiche) determina la sporgenza dello pseudopodo.
L'endoplasma è la sede preferenziale di tutti gli organuli citoplasmatici. Soltanto i microfilamenti, responsabili delle contrazioni che può subire la membrana cellulare (ad esempio per la formazione, appunto, dello pseudopodo), risiedono in maggior quantità nell'ectoplasma.
Nei radiolari l'endoplasma è separato dall'ectoplasma dal guscio siliceo; stessa separazione si osserva nei foraminiferi provvisti di guscio.